# Kungliga Konsthögskolan
Kungliga Konsthögskolan (KKH), oftest skrevet Kungl. Konsthögskolan, "Mejan", er en statslig svensk professionshøjskole med lokaler på Flaggmansvägen 1 på Skeppsholmen i Stockholm. På samme lokalitet finder man også Galleri Mejan.
Kungliga Konsthögskolan blev i 1978 adskilt fra Konstakademien, som siden 1780 har haft egne lokaler i Konstakademiens hus på Fredsgatan 12 i Stockholm, da det har ønsket at forblive en selvstændig institution. Men først i 1995 blev al undervisning flyttet til Kungliga Konsthögskolan på Skeppsholmen. Indtil 1978 drev Konstakademien desuden Kungliga Konsthögskolan.

## Historie
Kungliga Konsthögskolan udspringer af Kungliga Akademien för de fria konsterna (Konstakademien) grundlagt af Gustav 3. i 1735, hvilket skete samtidigt med opførelsen af Stockholms Slot, der i den forbindelse fik en skole for slotsdekoratører. Efter fransk forbillede ønskede man, at kunstneren skulle have en mere teoretisk uddannelse end håndværkeren. Carl Gustaf Tessin og arkitekten Carl Hårleman regnes som grundlæggere af akademiet.

## Arkitektskolen KKH
I 1773 fik Akademiets bygningskonstruktionsskole en rigtig arkitektuddannelse. Efter skabelsen af Kungliga Tekniska högskolans i 1876, blev arkitektuddannelsen overført til Arkitektskolens institut på Kungliga Tekniska högskolan. Skolen var en videreudvikling af den tidligere arkitektuddannelse på Konstakademien i Stockholm. På den måde kan man sige, at uddannelsen på KTH sammen med videreuddannelsen på Arkitekturskolan KKH (Arkitekturskolen ved Kungliga Konsthögskolan), er den ældste arkitektuddannelse i Sverige. I dag tilbyder Konsthögskolan en postgraduate uddannelse med fokus på arkitektur, arkitekturhistorie og restaureringskunst. Arkitekturskolan KKH giver en etårig svensk videreuddannelse for arkitekter på Kungliga Konsthögskolan i Stockholm, også kaldet Mejan. Efter i lang tid at have været sin egen specialskole eller sektion (med sektionsbogstavet "A") på KTH, indgår uddannelsen i dag sammen med fag som bygningsteknik og landmåling, i Skolan för arkitektur och samhällsbyggnad.

## Galleri Mejan
I 1780 flyttede Akademiet ind i egne lokaler på Fredsgatan 12. Huset var dengang en gave fra kanonstøberen Gerhard Meyer, og det er fra ham, skolens øgenavn Mejan stammer. Soloudstillinger af afgangselever i kunst vises det meste af året på Gallery Mejan, og andre aktiviteter kan også forekomme. At bygge og installere en soloudstilling er en vigtig del af enhver afgangsstuderendes undervisning, og ca. en uge efter åbningen gennemgår hver soloudstilling en kritisk bedømmelse på et seminar. Seminariet overvåges af den udstillende studerendes tilknyttede professor.

## Nybyggede lokaler
I 1995 fik Kungliga Konsthögskolan nye værksteder og arbejdslokaler på Skeppsholmen, men allerede i 1953 flyttede Konsthögskolans skulpturafdeling til Båtsmanskasernen, eftersom deres lokaler i Sergelhuset i det centrale Stockholm skulle rives ned for at gøre plads til det nye Hötorgscity. Anlægget på Skeppsholmen består af to dele, "Udvidelsen", der indeholder værksteder samt studiestudier og "Mellemrummet", der forbinder den oprindelige bygning (Kasern III) med "Udvidelsen". Tilbygningen (Udvidelsen) og midterbygningen (Mellemrummet) blev opført fra 1993 til 1995 efter tegninger af Gösta Edberg Arkitekter. Som indretningsfirma blev Nyréns Arkitektkontor hyret, og bygherren var Statens fastighetsverk.
Løven og svinet uden for Akademiets indgang er afstøbninger af skulpturerne, der står ved foyértrappen i Konstakademiens hus på Fredsgatan. De oprindelige gipsforme blev indført af Nicodemus Tessin den yngre fra Italien i slutningen af 1600-tallet.
Fra den 21.-22. september 2016 hærgedes Båtsmanskasernen af en kraftig brand.

## Rektorer
- Sven Ljungberg 1978–1981[9]
- Georg Suttner 1981–1987
- Olle Kåks 1987–1999
- Marie-Louise Ekman 1999–2008
- Måns Wrange 2008–juni 2014
- Marta Kuzma juli 2014–2016[10][11]
- Peter Geschwind konstitueret leder 2016–2017
- Sara Arrhenius, fra foråret 2017–december 2022
- Sanne Kofod Olsen (udpeget), foråret 2023– [12]

## Billeder
- Akademiet udefra
- Bygningen set fra Strömmen.
- Løven og svinet ved hovedindgangen.
- Løven.
- Facadedetaljer.

- Indefra
- Hallen.
- Fra værkstedsafdelingen.
- Et værksted.
- Værksted.